# ベントレー・アルナージ
アルナージ（Arnage ）は、イギリスの高級車メーカー・ベントレーが1998年から2009年まで製造していた大型高級4ドアセダンである。
イギリスのクルー工場で生産された。アルナージと、そのロールス・ロイス版であるシルヴァーセラフは1998年に導入された。これらは、ベントレーおよびロールス・ロイスにとって、1980年以来全く新しく設計された車となった。
過去からのもう一つの革新はエンジンである。数十年の間使い続けていた6,747 ccV型8気筒エンジン（ロールス・ロイス＝ベントレー LシリーズV8エンジン）は1950年代にそのルーツをたどることができる、極めて旧弊なものであった。アルナージはコスワース製ツインターボを装備したBMW製のV型8気筒エンジンを採用し、シルヴァーセラフにはBMW製V型12気筒エンジンが搭載された。
アルナージは、全長は5.3 m・幅は1.9 m・車両重量は2.5 tをそれぞれ超えるビッグサイズ・ヘビーウェイトあったが、4ドアセダン市場で最もパワフルで速い車だった。
2008年、ベントレーはアルナージの生産を2009年に中止すると発表した。

## 開発
ロールス・ロイスの売上の向上とベントレーブランドの復活を受け、オーナーのヴィッカースは1980年から販売していたロールス・ロイス・シルヴァースピリットおよびベントレー・ミュルザンヌに代わる新しいモデルを準備した。ボディーは伝統のクルー工場で生産されるが、エンジンは他からの調達が検討された。
ゼネラルモーターズのノーススターエンジンやメルセデス・ベンツV型8気筒を含む数多くのエンジンが検討されたが、ヴィッカーズはBMWの2つのエンジンを選択した。ロールス・ロイス車のシルヴァーセラフにはBMWの自然吸気V型12気筒エンジンを使うことが決定され、よりスポーティーなベントレー車にはBMWの4.4リットルV型8気筒エンジンをツインターボ化した物を使うことが決定された。このエンジンはヴィッカースの子会社であるコスワースにより開発された。
1998年の導入時、アルナージはツインターボ付き4,398 cc・BMW V型8気筒エンジン搭載の単一モデルであり、260 kWの最高出力を発揮した。
2000年、BMWのV型8気筒エンジンを搭載したアルナージはアルナージ・グリーンレーベルと改名された。
標準装備として、音声認識付きナビゲーションシステム、4ゾーンオートマチックエアコン、マッサージ機能付きフロントシート、シートヒータ/クーラー付きフロント/リアシート、ランバーサポート付きパワーフロントシート、パワーチルト/テレスコピックおよびヒーター付きウッド/レザーマルチファンクション（ラジオ、エアコン、ナビゲーション）ステアリング、電動リフトトランクリッド、プレミアムサウンドシステム、リモートエンジンスターター、リアシートDVDエンターテインメントシステム、8連CDチェンジャーが搭載された。オプションとして、マッサージ機能付きリアシート、電動リアシート、カップホルダーヒーター/クーラー、オートクロージャー、サンルーフが用意されていた。

### レッドレーベルとグリーンレーベル

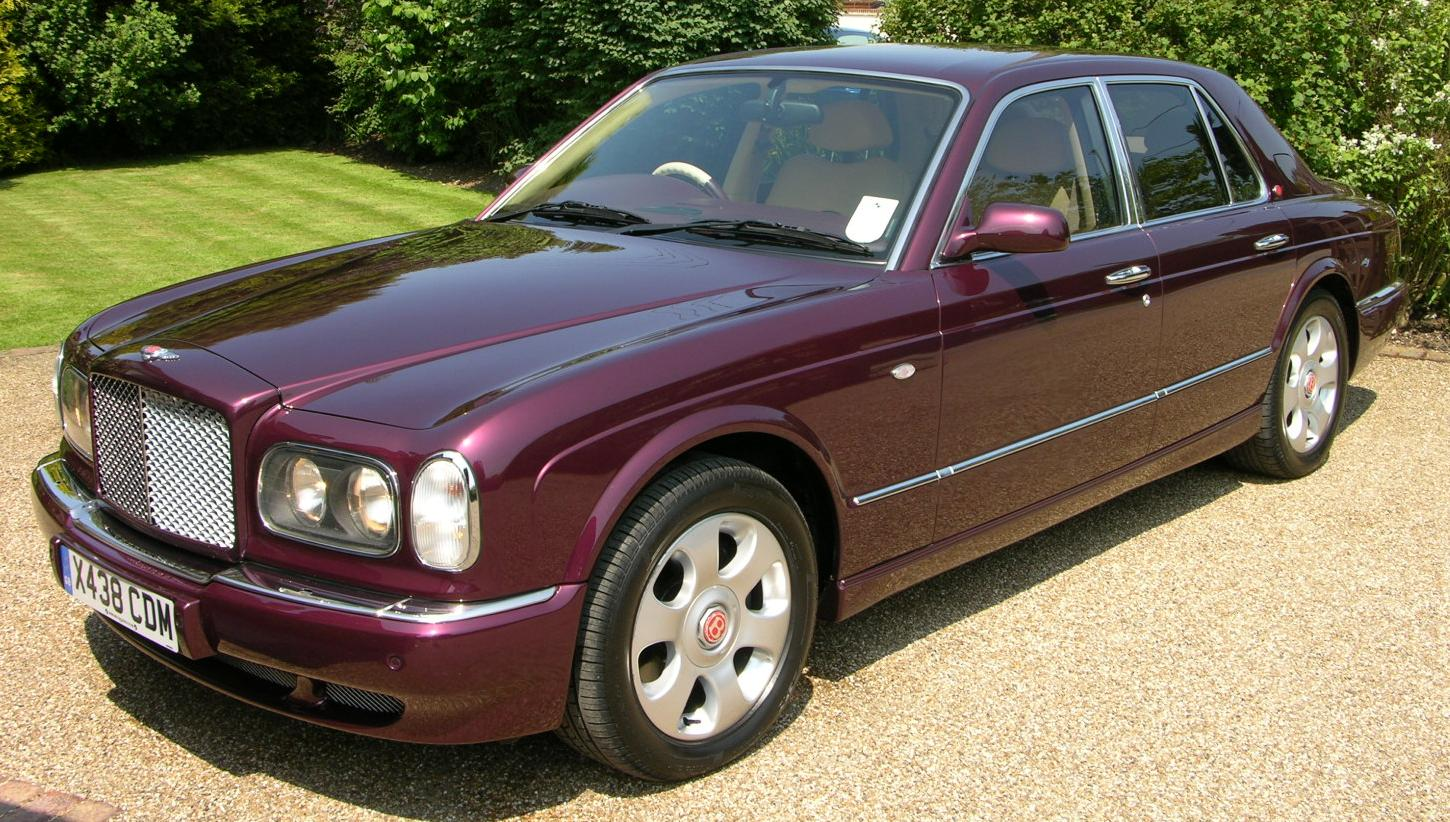
アルナージ・レッドレーベル

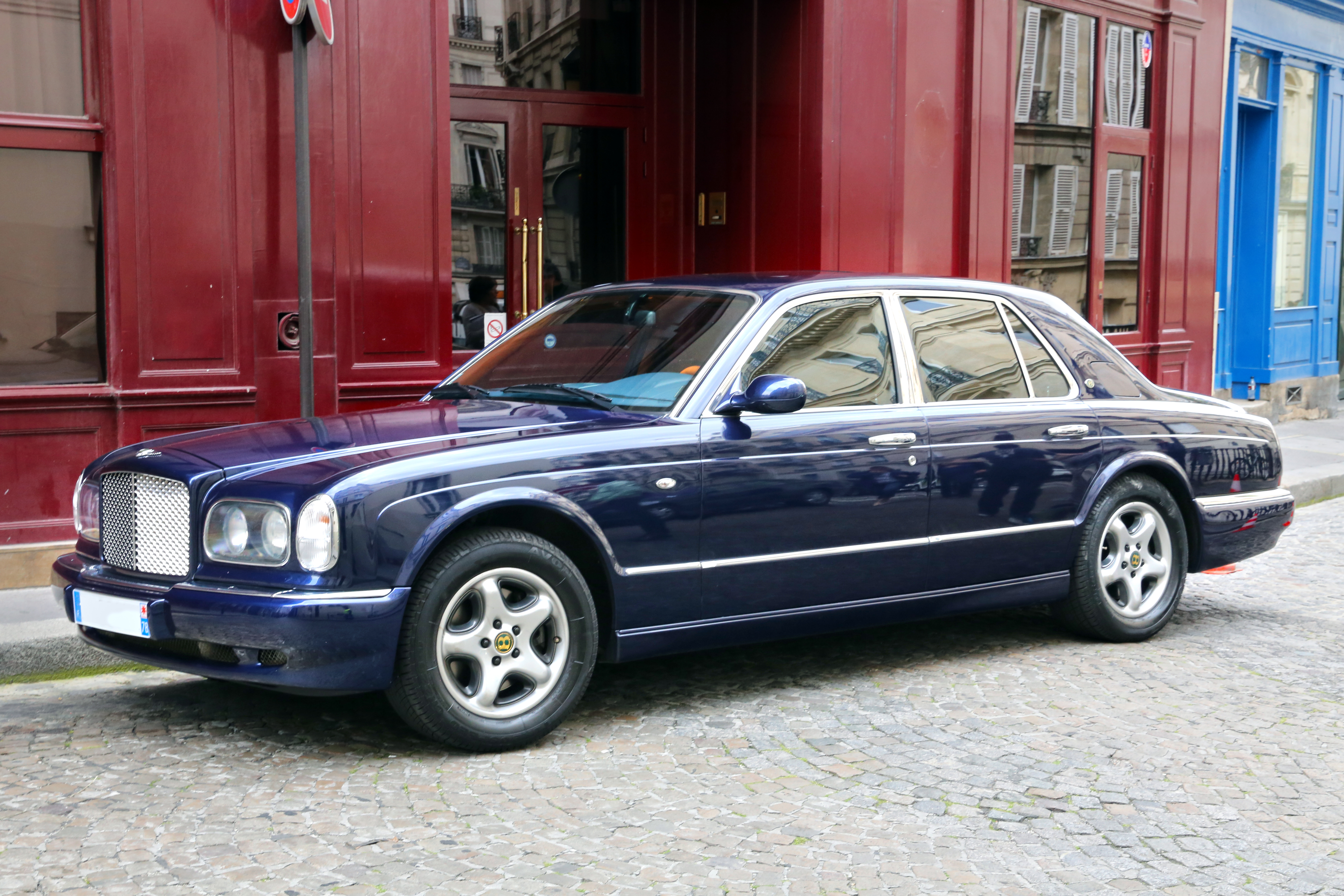
アルナージ・グリーンレーベル

ロールス・ロイスおよびベントレーモーターズの所有権を巡るBMWとフォルクスワーゲングループとの間の買収合戦では、BMWはフォルクスワーゲングループが勝てばエンジンの供給を停止すると脅迫していた。脅迫はBMWがロールス・ロイスのモデルを製造する権利を取得すると同時に撤回されたが、フォルクスワーゲンはライバルが長期的なビジネスパートナーとなる場合のビジネスリスクと評判リスクを受け入れられないのは明らかだった。フォルクスワーゲンはターボRの6.75リットルOHV16バルブエンジンをアルナージの窮屈なエンジンルームに押し込んだ。アルナージはより軽く小さなBMW製32バルブV型8気筒エンジン用に設計されていた。時代遅れの4速ATと組み合わされ、排出ガス規制に対応するための変更により信頼性は低下した。フォルクスワーゲンが何故同じグループのアウディのエンジンを採用しなかったのか疑問が残るが、それは6.75リットルOHVエンジンの伝統により、ファンが獲得できるためと信じられている。
1999年10月、このバージョンはアルナージ・レッドレーベルとして発売された。同時に元のBMWエンジンのバージョンはいくつかの小変更を得て、アルナージ・グリーンレーベルとして発売された。レッドレーベルおよびグリーンレーベルは高剛性ボディーシェルと大きなホイールとブレーキが与えられた。これらの強化は古い6.75リットルエンジンの増加重量のため必要だった。1999年のグリーンレーベルの70 mph（113 km/h）からのブレーキ性能は52 m、後のアルナージTの性能は同じ速度から55 mだった。その他の変更点として、アルパイン製ポップアップ式ナビゲーションシステム、フロントおよびリアのパークディスタンスコントロール、リアシートのレッグルームの増加（フロントのシートバックの変更による）、電動格納式サイドミラー、低速でのパワーステアリングのアシスト量の増加がある。ヘッドライトのレンズカバーはガラス製（1998年-1999年）からプラスティック製（2000年-）に変更された。
ベントレーの広報部門は、レッドレーベルの古い6.75リットルエンジンへの回帰は顧客の需要のためだと主張した。これは正直な説明とは言えなかったが、いくつかの自動車雑誌では受け入れられた。彼らはBMWエンジンを批判し、古いエンジンの復帰を歓迎した。
BMW搭載のアルナージは技術的によりモダンで燃費もかなりよく、DOHC32バルブとツインターボ、そしてボッシュのエンジンマネジメントが組み合わされていた。対照的に古いエンジンはOHV16バルブとシングルターボ、そして高度とはいえないエンジンマネジメントが組み合わされた。最終的にレッドレーベルの出力は増加され、0-60mph（0-97km/h）加速時間はグリーンレーベルより短縮した。しかしBMWのツインターボユニットはレスポンスがよく、DOHCのためレブリミットが高く、51.1/48.9の重量配分も維持できはるかに信頼性が高く、将来的なパフォーマンスアップの余力もあった。BMWエンジンの制限はZF製5HP30トランスミッションで、560 N·m以上のトルクを受けいれられず、ツインターボエンジンはそれに合わせて調整された。
ビッカーズはコンチネンタルとアズールで使用するため古いロールス・ロイス6.75リットルエンジンの生産をコスワースに委託していたため、古いエンジンに戻すことは当然の選択でもあった。
レッドレーベルはギャレット・エアリサーチ（Garrett ）製T4シングルターボを搭載した古いV型8気筒エンジンにより、835 N·mの最大トルクを誇った。これは当時最大トルクの最も高い4ドアセダンだった。ゼネラルモーターズの4L80-E型4速オートマチックトランスミッションもまた復活した。
2001年、北米国際オートショーでレッドレーベルのロングホイールベース版が登場された。2000年、グリーンレーベルの生産が終了した。2002年、レッドレーベルが新モデルに置き換えられた。

## シリーズ2

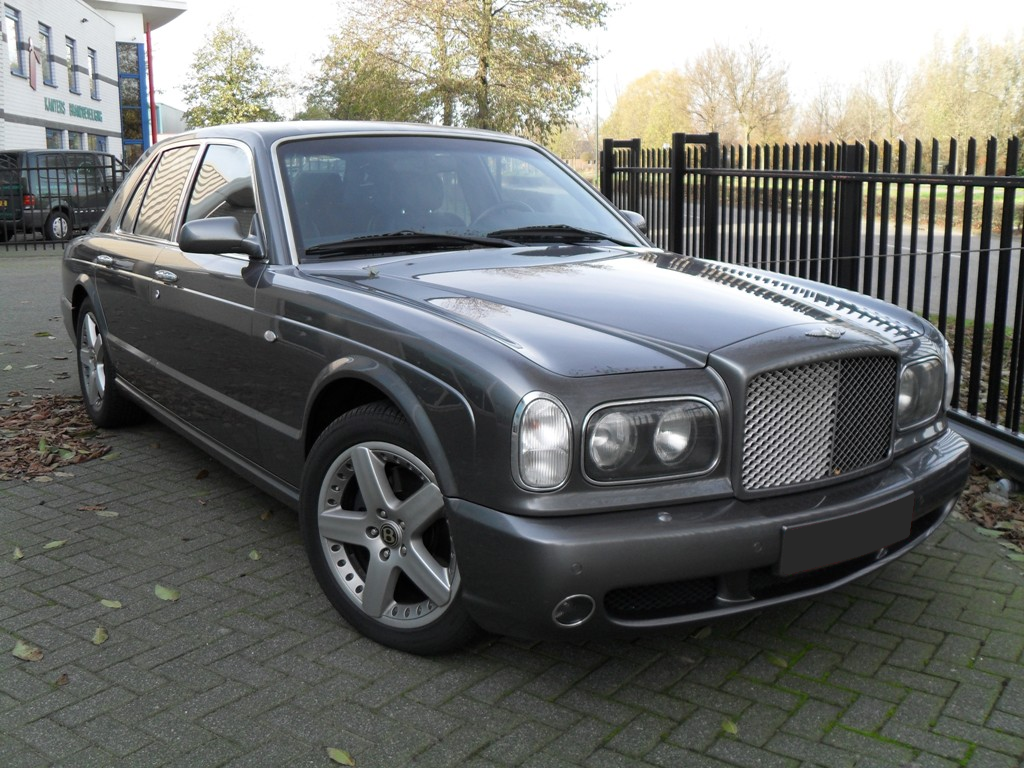
アルナージT

2001年、アルナージのホイールベースを250 mm延長したアルナージRLが登場した。全長はリアドアとCピラーの部分で延ばされた。標準モデルではリアホイールハウスはリアドアフレームと隣接しているが、RLでは数センチメートル離れている。結果的に後席の空間が広くなった。このように車体の2つの主要ポイントで延長する方法はアメリカではダブルカットとよばれる（ジャンケルとアンディ・オットン・アソシエイツの2つのコーチビルダーがこのスタイルで知られている。）。オーダーメイドモデルである（マリナー）も用意されており、各RLは顧客の要望に応じてカスタマイズされる。RLはアルナージの新シリーズの第1号だった。これはBMWエンジンの搭載を前提に設計されていたアルナージのエンジンを変更したことに伴う、信頼性とパフォーマンスの低下を補う作業にほかならない。RLはまた、オールニューのファントムでロールス・ロイスブランドの復活を狙っていたBMWの試みに対し、より確実性があることを示している。
ホイールベースは3,336 mm（標準モデルよりわずかに長い）から3,566 mm、そして3,844 mmであり、後者2つは100mmハイルーフとなる。3,844mmモデルは（Cピラーやリアドアよりむしろ）前後ドアの間が延長された、アメリカのリムジンスタイルである。ハンドリングを保つため、サスペンションは重量増にあわせて再調整された。
多くのRLは顧客を反映して、装甲付き（防弾車）でオーダーされた。フルB6パッケージは小銃や手榴弾にも耐えることができ、$243,000から$300,000で提供された。RLは2006年まで生産された。
RLに搭載された6.75リットルV型8気筒エンジンは完全に作り直されたバージョンである。レッドレーベルに搭載されたエンジンはターボRTに搭載されたエンジンを急遽改良したため、完全に満足いくものではなかったが、RLでは古い6.75リットルV型8気筒が完全に作り直された。エンジンのパーツの半分は完全に作り直され、古いザイテック製のエンジンマネジメントシステムはボッシュ製モトロニックME7.1.1に変更され、大きなギャレット製T4ターボチャージャー1機は小さなT3ターボチャージャー2機に変更された。新しいエンジンの最高出力は298 kW、最大トルクは835 N·mに達し、将来の全ての排出ガス規制をクリア出来ると言われた。最後に、モダンなツインターボエンジンを搭載するアルナージは、1998年にアルナージのために開発されたコスワース-BMWエンジンのものと同様の電子制御システムが搭載されている。2001年にフォルクスワーゲングループのエンジニアにより開発されたRL用の新しいエンジンは、1998年に最初のアルナージに搭載されたBMWのV型8気筒エンジンと同じ出力となっている。
2002年、レッドレーベルはシリーズ2にアップデートしアルナージRとなった。アルナージRはRLと同様にギャレット製T3ターボチャージャーを2機搭載する。
アルナージTもまた2002年に登場した。ベントレーはデトロイトモーターショーで最もパワフルなベントレーであると主張した。アルナージRと同様にツインターボチャージャーを搭載していたが、最高出力は342 kW、最大トルクは875 N·mに達した。アルナージTの0 - 60 mph（0 - 97 km/h）は5.5秒、最高速度は276 km/hと主張された。
アルナージRとアルナージTの全てのモデルのホイールベースは3,116 mmである。2005年、アルナージシリーズのフェイスリフトが行われ、コンチネンタルGTに似たフロントエンドが与えられた。

### イギリスのステートリムジン
ベントレー・ステートリムジンは2002年のエリザベス2世在位50周年記念（Golden Jubilee）にベントレーが製造した公式行事用車両（Official state car）である。アルナージRから改良が加えられた6.75リットルV型8気筒ツインターボエンジンは296kWの最高出力と835N·mの最大トルクを達成した。

### 2007年のアップグレード
2007年モデルでは、エンジンレスポンスを向上させるためギャレット製ターボチャージャーは三菱重工製の低慣性ユニットに置き換えられた。エンジンはコンチネンタルシリーズに搭載されている6速のZF製オートマチックトランスミッションと組み合わされる。アルナージTの最高出力は373kW、最大トルクは1,000N·mとなり、アルナージRの最高出力は338kW、最大トルクは875N·mとなった。アルナージTの0-60mph（0-97km/h）加速は5.2秒となり、最高速度は288km/hとなった。
アルナージT
- 最高出力: 373kW / 4,200rpm
- 最大トルク: 1000N·m / 3,200rpm
- 0-60mph（0-97km/h）: 5.2秒
- 0-100km/h: 5.5秒
- 最高速度: 288km/h

アルナージR および アルナージRL
- 最高出力: 338kW / 4,100rpm
- 最大トルク: 875N·m / 1,800rpm
- 0-60mph（0-97km/h）: 5.5秒
- 0-100km/h: 5.8秒
- 最高速度: 270km/h

### ダイヤモンドシリーズ
2006年、ベントレーはクルー工場の60周年を記念して、ダイアモンドシリーズを販売した。主に米国向けに60台の車が計画され、ウッドのダイアモンドの象眼、ダイアモンドキルトのレザーシート、ステンレス鋼製のフロントバンパー、特別な19inのアロイホイール、フェンダーのユニオンジャックバッジが搭載された。

### ファイナルシリーズ
2008年9月、150台の"ファイナルシリーズ"を最後にアルナージの生産が2009年に中止されることが発表された。
ファイナルシリーズはアルナージTのパワートレインを採用しており、前述のツインターボ6.75リットルV型8気筒エンジンが搭載される。最高出力は368kW、最大トルクは1,000N·mである。ZF製6速オートマチックトランスミッションを経由して後輪を駆動する。
その他、特別な20inアロイホイール、引き込み式'フライングB'マスコット、ボディー同色ヘッドライトベゼル、暗い色調の上下グリル、フロントウィング下部のインテーク、'ジュエルスタイル'の給油口キャップ、特別なバッヂが搭載された。
マリナーによって設計されたインテリアは、ファイナルシリーズのキックプレート、アロイ削り出しペダル、独自のクロームトリム、後部座席のカクテルキャビネットと2つのピクニックテーブルを備えている。4つの特別な傘が付属しており、Naim Audio製の1,000Wプレミアムオーディオシステムが搭載される。
外装は42色から、インテリアの革は25色から、ウッドパネルは3種類から選択できる。またオーダーメイドの色も指定できた。
ファイナルシリーズベントレーのV型8気筒エンジンは50周年を迎えた。2009年版のエンジンは1959年にベントレー・S2に搭載されたエンジンと同じデザインに基づいている。しかし、2008年版のエンジンは1950年モデルとパーツを共用しておらず、最後の共通パーツは2005年に置き換えられた。エンジンが最初に発表されたときの広報資料には最高出力と最大トルクは'十分'としか説明されていなかった。現在のツインターボ付きオールアルミ合金エンジンは2.5トンという車重にもかかわらず0-60mph（0-97km/h）を5.3秒で牽引する。ベントレーのヨーロッパでのテストによると、燃料消費量は市街地では平均10mpg（4.25km/L）未満、高速道路で20mpg（8.5km/L）以上である。
2009年9月、後継モデルであるミュルザンヌがペブルビーチコンクールデレガンスで発表された。

## アズール
2005年1月17日、ロサンゼルスオートショーでコンセプトカーとしてアルナージ・コンバーチブルが展示された。2005年4月、ベントレーはこのモデルをクルー工場で生産し、2006年春に販売すると発表した。ベントレーはまた新しいモデルはアズールと名付けられ、同社の大型4シーターオープンカーである旧アズールを置き換えると発表した。
新アズールは6.75リットルツインターボV型8気筒エンジンを搭載し、最高出力は335kW、最大トルクは874N·m、最高スピードは280km/hに達した。アズールの北米での価格は$320,000である。